# Alliance (Carolina del Nord)
Alliance és una població dels Estats Units a l'estat de Carolina del Nord. Segons el cens del 2000 tenia 781 habitants.

## Demografia
Segons el cens del 2000, Alliance tenia 781 habitants, 288 habitatges i 201 famílies. La densitat de població era de 150 habitants per km².
Dels 288 habitatges en un 26,4% hi vivien nens de menys de 18 anys, en un 55,6% hi vivien parelles casades, en un 10,8% dones solteres, i en un 30,2% no eren unitats familiars. En el 27,1% dels habitatges hi vivien persones soles l'11,1% de les quals corresponia a persones de 65 anys o més que vivien soles. El nombre mitjà de persones vivint en cada habitatge era de 2,4 i el nombre mitjà de persones que vivien en cada família era de 2,93.
Per edats la població es repartia de la següent manera: un 22,5% tenia menys de 18 anys, un 5,5% entre 18 i 24, un 24,5% entre 25 i 44, un 22,8% de 45 a 60 i un 24,7% 65 anys o més.
L'edat mediana era de 43 anys. Per cada 100 dones de 18 o més anys hi havia 77,4 homes.
La renda mediana per habitatge era de 26.719 $ i la renda mediana per família de 35.250 $. Els homes tenien una renda mediana de 33.125 $ mentre que les dones 22.438 $. La renda per capita de la població era de 15.951 $. Entorn del 12,1% de les famílies i el 17,3% de la població estaven per davall del llindar de pobresa.

## Poblacions més properes
El següent diagrama mostra les poblacions més properes.